# Industria textil en China durante la Segunda Guerra Mundial

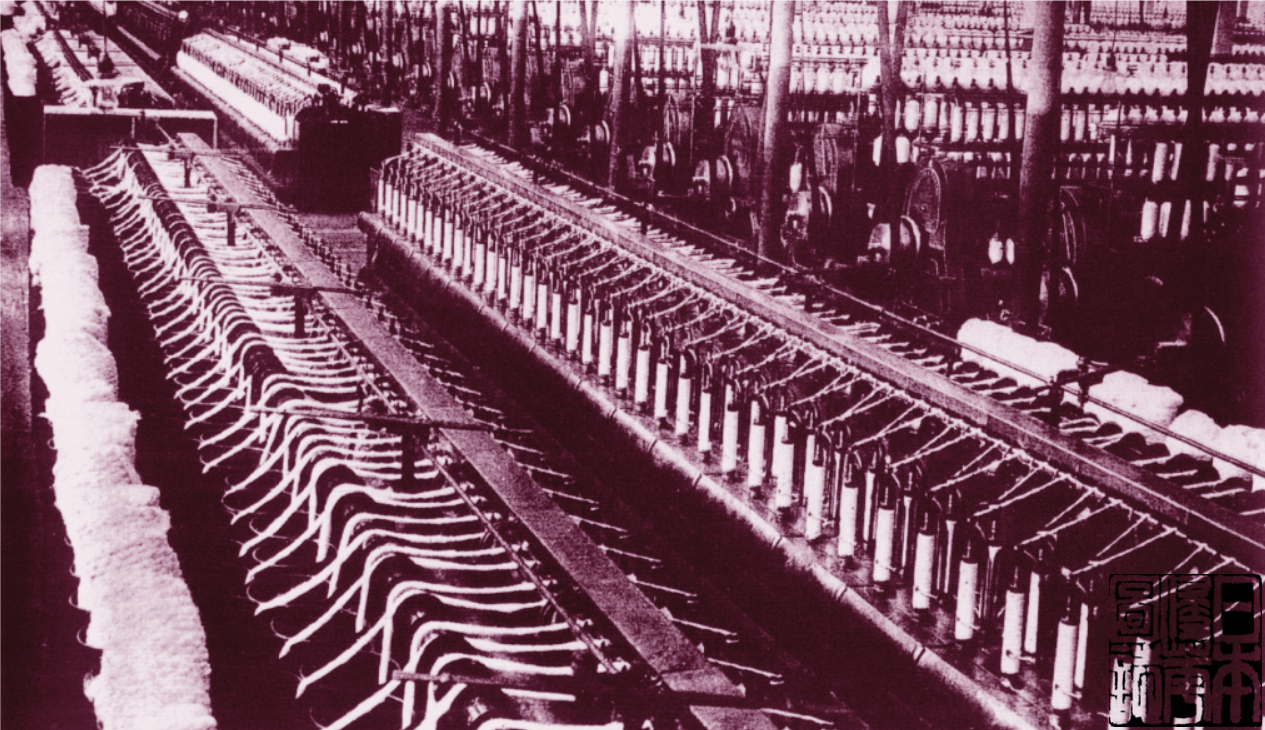
Fábrica textil de algodón de Japón en China en la década de 1930

Durante la Segunda Guerra Mundial, la industria textil en China se enfrentó a varios problemas: primero sufrió la destrucción y el saqueo por parte de los japoneses, y luego fue sometida al capital burocrático para superar las dificultades. Sin embargo, en las áreas no ocupadas por Japón, como la provincia de Shanxi, la industria textil ha tenido un gran desarrollo.

## Introducción
Japón era un país con escasos recursos. Después de la guerra ruso-japonesa, la economía de Japón se vio muy afectada. Por un lado, con el fin de aliviar la presión económica, el gobierno japonés recaudó impuestos a los ciudadanos, y por otro lado dirigió su atención a China en la búsqueda de recursos.

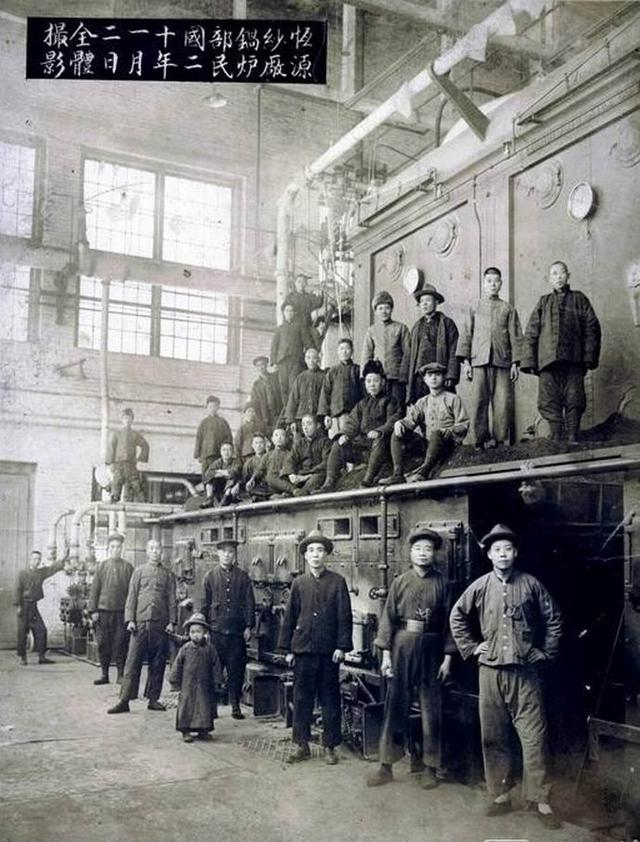
Foto de los trabajadores de la fábrica Hengyuan de Tianjin

Durante aquel periodo, la industria textil nacional china también había crecido gradualmente. Entre 1914 y 1922, se establecieron 54 fábricas textiles. Varias hilanderías a gran escala como Shenxin de Shanghái, Yongan de Shanghái, Housheng de Shanghái, Huaxin de Tianjin, Hengyuan de Tianjin, Beiyang de Tianjin y Yuhua de Wuchang se fundaron en ese periodo.
En la búsqueda de beneficios y debido a las estrechas restricciones del propio mercado interno de Japón, los empresarios japoneses gradualmente mostraron su intención de invertir en China. Desde 1921 hasta 1922, Japón estableció 15 fábricas de textiles de algodón en Shanghái y Qingdao, lo que aumentó el número total de husos en casi 300,000 y añadió 1500 nuevas máquinas.
Japón hizo todo lo posible para introducirse en algunas fábricas textiles chinas recientemente establecidas que experimentaron dificultades en la rotación de capital. Durante aquel período, había 13 compañías textiles que tenían una relación de préstamo con el capital monopolista de Japón, de las cuales 7 fueron fusionadas por compañías japonesas debido a insolvencia. Por lo tanto, en la década de 1920, desapareció la ola de establecimiento de hilanderías.
A partir de 1936, la industria textil estaba más concentrada de Shanghái, había 65 fábricas textiles, 31 de las cuales eran fábricas chinas. Había 2667 millones de husos, de los cuales 1114 millones eran de fábricas chinas, que representaron el 41,8 % del total. Había más de 1331 millones de piezas, que representaron el 49,9 %. Había 30,058 juegos de máquinas de tela, 8704 conjuntos de fábricas chinas, que representaron el 29,1 %, y 17,283 conjuntos de fábricas japonesas, que representaron el 57,5 %. Esto muestra que el capital japonés tenía una ventaja absoluta en la industria textil de algodón de Shanghái.

## Situación durante la Segunda Guerra Mundial
En 1937, Japón lanzó una guerra a gran escala contra China, y la industria textil de algodón en las áreas ocupadas por el conflicto sufrió grandes pérdidas.

### Zona ocupada por Japón
En la zona ocupada por Japón no había muchas fábricas de algodón de propiedad china. Tras el estallido de la guerra en el Pacífico en 1942, las fuentes de algodón importadas de Estados Unidos e India fueron cortadas, y el algodón y sus productos derivados se convirtieron en un recurso muy necesario para el estado japonés. En el área ocupada, el suministro de algodón crudo y energía era muy escaso, lo que obligó a las principales fábricas textiles a dejar de trabajar. En 1943, en Nanjing y Shanghái, había algunas pequeñas hilanderías que tenían 1000 husos para satisfacer las necesidades sociales.
Shanghái, Tianjin y Tsingdao se convirtieron en el famoso 上青天 Shangqingtian (los tres caracteres chinos son abreviatura de los nombres de las tres ciudades. Su significado combinado es ir al cielo).

#### Shanghái
En el incidente del 13 de agosto de 1937, 275,459 husos de 22 fábricas en la zona de guerra fueron volados y dañados. Después de la caída de Shanghái, la industria textil se refugió en la concesión y logró la prosperidad a corto plazo. En la víspera del colapso del ejército japonés, se movilizó la "donación de fábrica" y casi 500,000 husos fueron demolidos en la ciudad.

#### Tianjin
Las seis fábricas de Tianjin se fusionaron sucesivamente con el capital japonés. Las fábricas Yuda y Baocheng fueron revendidas sucesivamente en 1933 y 1935 a las empresas japonesas, Toyo Colony Co., Ltd. y Tai Fook Corporation Co, Ltd. La fábrica Yuyuan y Huaxin también fueron subastadas en 1936 a la empresa japonesa, Zhongyuan Spinning Co., Ltd. Fueron cambiadas a la Sexta Fábrica de la Zona Universidad Pública y la Séptima Fábrica de la Zona Universidad Pública, respectivamente. Además, las empresas japonesas habían establecido recientemente cuatro fábricas en Tianjin, como Yufeng, Shanghái, Shuangxi y Dakang.

#### Tsingtao
De 1917 a 1935, Japón estableció 9 hilanderías de gran escala en Qingdao. En diciembre de 1937, Shen Honglie (perteneciente al Kuomintang de Qingdao) destruyó todos los molinos japoneses antes de evacuar Qingdao. El 10 de enero de 1938, Japón se apoderó de Qingdao por segunda vez y restauró el molino a partir de las ruinas originales. Después de la liberación de Qingdao, el Estado aceptó la transformación de nueve fábricas de hilados de gran tamaño y se convirtió en el pilar de la industria textil de algodón de Qingdao.

#### Las fábricas japonesas de algodón en Tsingtao
- Fábrica de algodón de Dakang: la primera fábrica de algodón nacional (después de 1949). Se inició en octubre de 1921 y en ese momento contaba con 1000 trabajadores. Los principales productos eran paños que se vendían principalmente a las ciudades a lo largo del ferrocarril Jiaoji, y solo una pequeña parte se vendía por mar a Shanghái, Dalian y otros lugares.[15]
- Fábrica de algodón de Neiwai: la segunda fábrica de algodón nacional de Qingdao. Se inició y se puso en funcionamiento en diciembre de 1917. Fue el primer molino de Japón construido en Qingdao.[15]
- Fábrica de algodón de Xinglong: la tercera fábrica de algodón nacional de Qingdao, estaba situada en Xinglong Road; se construyó en 1922 y oficialmente inició su producción en 1923. Había 28 empleados japoneses y 7103 empleados chinos.[15]
- Fábrica de algodón de Fengtian: la cuarta fábrica de algodón nacional de Qingdao. Su nombre completo era Toyota Textile Co., Ltd. Qingdao Factory. En 1934, la construcción comenzó en el lado noroeste de Dashuiqinggou, y se completó y puso en funcionamiento en abril de 1935. Había 73 empleados japoneses y empleaban a 2000 trabajadores chinos. La producción anual era de 475,000 piezas de tela de algodón y los productos se vendían en las provincias costeras, la cuenca del Río Yangtsé y las provincias nororientales.[15]
- Fábrica de algodón de Shanghái: la quinta fábrica de algodón nacional de Qingdao. Pertenecía a la Cámara de Comercio Japonesa "Shanghai Textile Co., Ltd.", que en marzo de 1934 abrió la fábrica. Su producción se vendía en las provincias costeras, el valle del río Yangtsé y las provincias del noreste.[15]
- Fábrica de algodón de Zhongyuan: la sexta fábrica de algodón nacional de Qingdao. El molino se completó en abril de 1923 y un año después se completó la fábrica. Reclutaba a jóvenes con un alto nivel de educación y se les enviaba a fábricas textiles en Kobe, Osaka y otros lugares.[15]
- Fábrica de algodón de Fuji: la séptima fábrica de algodón nacional de Qingdao. Se construyó en 1922. En ese momento había 850 trabajadores. Después de la liberación, se cambió el nombre por el de "La séptima fábrica de algodón nacional de Qingdao” y en enero de 1985 se cambió a "La segunda fábrica de lana nacional de Qingdao”.[15]
- Fábrica de algodón de Tongxing: la octava fábrica de algodón nacional de Qingdao. La compañía tenía su sede en Shanghái y Qingdao y se llamaba "Tongxing Textile Co., Ltd. Planta Qingdao". Se terminó de construir en octubre de 1936 y contaba con 50 empleados japoneses y 2000 chinos.[15]
- Fábrica de algodón de Bolai: la novena fábrica de algodón nacional de Qingdao. Se puso en funcionamiento el 10 de noviembre de 1923. Es la sexta fábrica que Japón abrió en Qingdao. Tras la guerra contra Japón, el Kuomintang se hizo cargo de la fábrica, que pasó a llamarse “La séptima fábrica de Qingdao” y en 1967 se cambió a “La novena fábrica de algodón nacional de Qingdao”.[15]

### Áreas controladas por el Kuomintang
El gobierno del Kuomintang adoptó una estricta política de control, compras y ventas de gasas y textiles. Los precios oficiales estipulados por las agencias de compra y comercialización unificadas eran mucho más bajos que los precios del mercado. Las cuentas por pagar de textiles estaban muy por debajo del costo. La expansión había dificultado el mantenimiento de las fábricas de algodón étnico, y habían tenido que recortar la producción y detener la producción en cadena. Según las estadísticas, en 1942, aunque había más de 300,000 husos en las grandes hilanderías traseras, solo 176,000 unidades estaban en operación. En ese periodo era muy difícil comprar equipos de máquinas de hilados a gran escala. Las nuevas fábricas textiles eran en su mayoría pequeñas fábricas con 2000 husos.
Según las estadísticas, los daños directos a fábricas chinas de algodón de Shanghái, Changzhou y Wuxi ascendieron a 52,2 millones piezas de algodón y más de 6000 unidades de telares. Las fábricas textiles de algodón en Wuhan y Zhengzhou se habían mudado a Sichuan y Shanxi. Según las estadísticas: hasta el marzo de 1939, se trasladaron 59 fábricas, la mayoría de las cuales eran pequeñas fábricas de tejidos, mientras que solo nueve fábricas de algodón eran de tamaño medio, con 159.000 husos y 800 juegos de máquina.

#### La reubicación de la industria de algodón
Las consecuencias económicas provocadas por Japón tuvieron un gran impacto en China. Durante la guerra, el gobierno chino no pudo proporcionar bienes y apoyo económico a los militares. El Comité de Recursos Gubernamentales del Kuomintang abogó por la transferencia de instalaciones industriales importantes al continente, y estableció una organización especial para este fin con el objeto de formular un plan y método de transferencia detallado: los materiales de cada fábrica se concentraban en Wuchang y luego se transfirió a Yichang, Chongqing, Xian, Xianyang, Yueyang y Changsha, respectivamente; las fábricas bajo la dirección de Guangdong fueron transferidas a Yunnan y Guangxi, el equipo de la fábrica de Shanghái, las materias primas, los productos semiacabados, etc., fueron empacados y transportados, y la carga fue subsidiada por el gobierno del Kuomintang.
Dirigidas desde Shanghái, las compañías en las áreas costeras de China también se habían trasladado al interior: las fábricas de algodón Qingfeng, Sulun y Dacheng se movieron de la provincia de Jiangsu a la parte continental china; la fábrica de algodón Huaxin de Qingdao, la fábrica de algodón Qingfeng de Henan y fábrica de algodón de Yusheng de Jiangxi también se movieron a las provincias continentales.
La industria textil en el suroeste de China aumentó rápidamente durante la guerra. Estas fábricas produjeron una gran cantidad de productos militares y civiles, que abastecieron a la población y fortalecieron la confianza y la fuerza material de China en su adhesión a la guerra. Al mismo tiempo, la reubicación de la industria textil también había cambiado el fenómeno del desarrollo industrial desigual, fruto del pasado, y retuvo una gran cantidad de talentos y materiales de producción para el desarrollo de la industria textil.

### Áreas controladas por el Partido Comunista de China

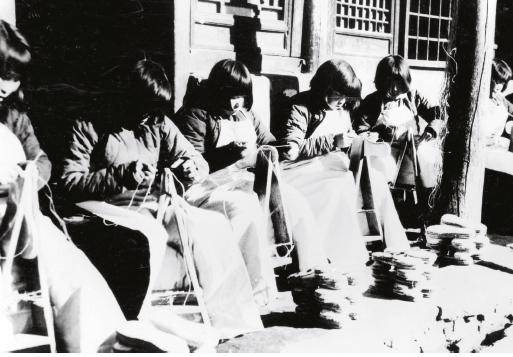
Talleres familiares en tiempos de guerra en la provincia Shanxi

Durante la Segunda Guerra Mundial, la industria textil artesanal en el noroeste de China se desarrolló con mayor rapidez. No solo se había popularizado aún más la industria textil familiar, sino que también se habían multiplicado los talleres textiles hechos a mano.
Durante la Segunda Guerra Mundial, las fuentes extranjeras disminuyeron y hubo escasez de telas. Por lo tanto, las fábricas de algodón a pequeña escala en la provincia de Shanxi tuvieron que florecer. Las fábricas textiles de algodón hechas a mano se concentraronn principalmente en Xi'an, Xianyang, Baoji y otros lugares a lo largo del Ferrocarril Longhai. En 1937, había 17 Xi'an, 118 telares y 173 trabajadores. En 1940, había aumentado a 109, con 1100 telares y más de 2000 trabajadores.
En Gansu, la industria textil del algodón artesanal de las familias rurales se había desarrollado rápidamente. En ese momento, la provincia producía unos 4,2 millones de kilos de algodón al año e importaba unos 90 millones de kilos de Shanxi y Xinjiang, proporcionando materias primas para la industria textil de algodón de las familias. Aunque no hay unas estadísticas exactas sobre la producción anual de algodón en la provincia, se estima a partir de varios datos de encuestas hechas a principios de la década de 1940, que la cifra es aproximadamente 20 millones más alta que antes de la guerra.
En 1944, el 73 % de los 6,5 millones de prendas de vestir de las personas eran caseras. Había seis cooperativas textiles capitalistas. De 1942 a 1943, el Banco de Agricultores estableció una oficina para otorgar préstamos a los agricultores. La industria textil de algodón en algunas áreas de la provincia de Gansu había comenzado a pasar gradualmente a fábricas capitalistas.

#### La industria textil de lana y seda
En el mismo periodo, la industria textil de lana hecha a mano también se desarrolló rápidamente. De acuerdo con las estadísticas de 1940, en las áreas rurales había 600 empresas de fieltrado dirigidas por agricultores y pastores, con 1000 empleados. La producción anual total de fieltro era de aproximadamente 450,000, y la lana era de 1,5 millones de kilogramos. Alrededor de 300,000 pares de botas y gorras hechas de fieltro cada año requerían 800,000 kilogramos de lana. Además, los artesanos en las áreas rurales de Gansu también produjeron bolsas hechas de materias primas como granos, sal y carbón. La provincia produjo 50,000 piezas al año, de las cuales la producción de Hexi fue la mayor. En 1944, en la provincia Shanxi, 142 fábricas habían puesto en marcha talleres de producción manual de lana, la mayoría de ellos tuvieron poco capital pero su producción era mejor que los talleres rurales de lana.
Durante la Segunda Guerra Mundial, la industria de la seda contó con buenas condiciones para su desarrollo. A partir de 1940, en el sur de provincia Shanxi, había 9 fábricas de seda, más de 80 trabajadores y una producción anual de 2000 m; así mismo había 17 fábricas textoñes, con más de 100 trabajadores y la producción anual era aproximadamente 80 000 metros.
Durante la Segunda Guerra Mundial, en Xinjiang-Hetian, el gobierno abrió una escuela de sericultura para entrenar a nuevos técnicos. Mientras tanto, con el desarrollo de la industria de la seda en el ámbito familiar, el gobierno abrió 13 fábricas de seda en Xinjiang. En Hetian había 11 fábricas de hilandería y 1300 máquinas de pedales.

#### El movimiento de cooperación industrial
Después del estallido de la guerra entre China y Japón, algunos extranjeros que residían en Shanghái iniciaron el Movimiento de Cooperación Industrial de China. Bajo la preocupación del Partido Comunista de China, el Noroeste fue el área más temprana y activa del movimiento, además de haber contribuido activamente en la guerra contra Japón. El gobierno fijó la organización de los talleres artesanales dispersos, lo que les permitió expandir la producción para satisfacer las necesidades del movimiento de producción cooperativa.